# Шарки-Караагач
Шарки-Караагач (тур. Şarkikaraağaç) — город в иле Ыспарта Турции. Его население составляет 12,580 человек (2009). Высота над уровнем моря — 1177 м.